# À chacun son histoire
À chacun son histoire es el segundo álbum publicado por la cantante franco-canadiense Natasha St-Pier, en el 2000 y su primer álbum lanzado en el mercado europeo en el 2001. De este disco se desprende el tema "Je n’ai que mon âme", con el cual, representó a Francia en el Festival de la Canción de Eurovisión, resultando en cuarto lugar.

## Listado de temas
1. «Je n’ai que mon âme» (sencillo) - 4:52
2. «À chacun son histoire» (sencillo) - 4:00
3. «Laisse-moi tout rêver» - 5:34
4. «Près d’une autre» - 4:22
5. «Tu m’envoles» (sencillo) - 4:23
6. «Toi et moi» - 4:46
7. «Dans mes nuits» - 4:20
8. «Le vent» - 4:25
9. «Tu n’es plus dans ma tête» - 3:52
10. «Je t’aime encore» - 3:54
11. «Et la fille danse» - 4:52
12. «Si jamais…» - 4:50

- Datos: Q1823122